# لیمبو (فیلم ۲۰۲۱)
لیمبو (به انگلیسی: Limbo) یک فیلم سینمایی دلهره‌آور و اکشن هنگ‌کنگی به کارگردانی چانگ پو سوئی با بازی گوردون لام، سیا لیو، میسون لی و هیرویوکی ایکئوچی محصول سال ۲۰۲۱ است. این فیلم بر اساس رمان دندان خرد ساخته شده‌است.
فیلم اولین بار در سراسر جهان در هفتاد و یکمین جشنواره بین‌المللی فیلم برلین در ۱فروردین ۱۴۰۰ اکران شد . و قرار است در اواخر سال ۲۰۲۱ در هنگ کنگ اکران شود.

## تولید
فیلمبرداری در سپتامبر ۲۰۱۷ در هنگ کنگ آغاز شد.